# Нигилизм
Нигили́зм (от лат. nihil «ничто») — философия, которая ставит под сомнение (в своей крайней форме — абсолютно отрицает) общепринятые ценности, идеалы, нормы нравственности, культуры или фундаментальные понятия, такие как объективная истина, знание, мораль, ценности или смысл жизни.
Человек, который ставит под сомнение (и в своей крайней форме — абсолютно отрицает) общепринятые моральные и нравственные ценности, идеалы, правила и нормы нравственности, культуры или фундаментальные понятия общества — нигилист. Различные нигилистические позиции по-разному придерживаются того, что человеческие ценности бессмысленны, как и сама жизнь, что знание невозможно. Нигилизм в общем смысле подразумевает под собой отрицание, негативное отношение к определённым или даже ко всем сторонам общественной жизни. В словарях определяется также как «отрицание», «абсолютное отрицание», «социально-нравственное явление», «умонастроение».
Учение нигилизма может рассматривать его как отдельную историческую концепцию, вытекающую из номинализма, скептицизма и философского пессимизма. Современное понимание этой идеи во многом проистекает из «кризиса нигилизма» Фридриха Ницше, из которого вытекают две центральные концепции: разрушение высших ценностей и противодействие утверждению жизни. Однако более ранние формы нигилизма могут быть более избирательными в отрицании конкретных гегемоний социальной, моральной, политической и эстетической мысли. За пределами Европы элементы буддийских писаний были определены как одни из самых ранних дискурсов и критических анализов нигилистической мысли. Определение нигилизма в разное время зависело от различных факторов: культурно-исторической эпохи, субъективных концептуальных взглядов людей, происходящих событий, моды и других факторов — это и стало источником появления разных форм проявления нигилизма.
Этот термин иногда используется в сочетании с аномией, чтобы объяснить общее настроение отчаяния из-за воспринимаемой бессмысленности существования или произвольности человеческих принципов и социальных институтов. Нигилизм также был описан как заметный или определяющий определённые исторические периоды. Например, Жан Бодрийяр и другие охарактеризовали постмодерн как нигилистическую эпоху или образ мышления. Аналогичным образом, некоторые богословы и религиозные деятели заявили, что постмодернизм и многие аспекты современности представляют собой нигилизм, отрицающий религиозные принципы. Однако нигилизм широко приписывается как религиозным, так и нерелигиозным точкам зрения.
В обиходе этот термин обычно относится к формам экзистенциального нигилизма, согласно которым жизнь лишена внутренней ценности, смысла или цели. Другие выдающиеся позиции в рамках нигилизма включают отказ от всех нормативных и этических взглядов, отказ от всех социальных и политических институтов, позицию, согласно которой никакое знание не существует, а также ряд метафизических позиций, которые утверждают, что неабстрактных объектов не существует, что составные объекты не существуют, или даже что сама жизнь не существует (см. Позиции нигилизма).

## Этимология, терминология и определение
Этимологическим происхождением нигилизма является латинское корневое слово nihil (то есть «ничто»), которое аналогично встречается в родственных терминах annihilate, что означает «сводить к нулю» и nihility, что означает «ничто». Термин «нигилизм» появился в нескольких местах Европы в XVIII веке, особенно в немецкой форме Nihilismus, хотя также использовался в Средние века для обозначения определённых форм ереси. Сама концепция впервые сформировалась в русской и немецкой философии, которые соответственно представляли два основных течения дискурса о нигилизме до XX века. Термин, вероятно, вошёл в английский язык либо из немецкого Nihilismus, позднелатинского nihilismus, либо из французского nihilisme.
Ранние примеры использования этого термина можно найти в немецких публикациях. В 1733 году немецкий писатель Фридрих Леберехт Гетц использовал его как литературный термин в сочетании с ноизмом (нем. Neinismus). В период, предшествовавший Французской революции, этот термин также был уничижительным для определённых ценностно-деструктивных тенденций современности, а именно отрицания христианства и европейской традиции в целом. Нигилизм впервые вошёл в философское изучение в рамках дискурса, окружающего кантовскую и посткантовскую философии, примечательно, что он появился в трудах швейцарского эзотерика Якоба Германа Оберейта в 1787 году и немецкого философа Фридриха Генриха Якоби в 1799 году. Уже в 1824 году этот термин начал приобретать социальную коннотацию, а немецкий журналист Йозеф фон Гёррес приписал его отрицанию существующих социальных и политических институтов. Русская форма этого слова, нигилизм, была опубликована в 1829 году, когда Николай Надеждин использовал его как синоним скептицизма. В российской журналистике это слово по-прежнему имело значительные социальные коннотации.
Со времён Якоби этот термин почти полностью вышел из употребления во всей Европе, пока он не был возрождён русским писателем Иваном Тургеневым, который ввёл это слово в обиход в своём романе 1862 года «Отцы и дети», что заставило многих учёных поверить, что он придумал этот термин. Нигилистические персонажи романа определяют себя как тех, кто «всё отрицает», кто «не принимает на веру ни один принцип, в каком бы благоговении этот принцип ни был закреплён», и кто считает, что «в настоящее время отрицание является самым полезным из всех». Несмотря на собственные антинигилистические наклонности Тургенева, многие из его читателей также приняли имя нигилиста, тем самым приписав российскому нигилистическому движению его название. Возвращаясь к немецкой философии, нигилизм был дополнительно обсуждён немецким философом Фридрихом Ницше, который использовал этот термин для описания распада традиционной морали в западном мире. Для Ницше нигилизм относился как к современным тенденциям разрушения ценностей, выраженным в «смерти Бога», так и к тому, что он считал отрицающей жизнь моралью христианства. Под глубоким влиянием Ницше, затем этот термин получил дальнейшее развитие во французской философии и континентальной философии в более широком смысле, в то время как влияние нигилизма в России, возможно, продолжалось и в советскую эпоху.
Религиоведы, такие как Томас Дж. Дж. Альтицер, заявляли, что нигилизм обязательно должен пониматься в связи с религией и что изучение основных элементов его характера требует фундаментального богословского рассмотрения.

## История

### Буддизм
Концепция нигилизма обсуждалась Буддой (с 563 по 483г. до н. э.), как записано в Тхераваде и Махаянской «Трипитаке». «Трипитака», первоначально написанная на пали, называет нигилизм наттикавада, а нигилистические взгляды — миччадитти. Различные сутры в ней описывают множество взглядов, которых придерживались различные секты аскетов при жизни Будды, некоторые из которых он считал морально нигилистическими. В «Доктрине нигилизма» в Апаннака сутте Будда описывает моральных нигилистов как придерживающихся следующих взглядов:
- Отдача не дает никаких полезных результатов;
- Хорошие и плохие действия не дают никаких результатов;
- После смерти существа не перерождаются в настоящий мир или в другой мир;
- В мире нет никого, кто с помощью прямого знания мог бы подтвердить, что существа перерождаются в этот мир или в другой мир.

Будда далее утверждает, что те, кто придерживается этих взглядов, не смогут увидеть добродетель в хорошем умственном, словесном и телесном поведении и соответствующие опасности в проступках, и поэтому будут склоняться к последнему.

#### Нирвана и нигилизм
Кульминацией пути, которому учил Будда, была нирвана, «место небытия… отсутствия обладания и… непривязанности… что является полным концом смерти и разложения». Аджан Амаро, посвящённый буддийский монах с более чем 40-летним стажем, замечает, что, например, на английском языке ничто может звучать как нигилизм. Однако это слово можно было бы подчеркнуть по-другому, чтобы оно стало небытием, указывая на то, что нирвана — это не то, что вы можете найти, а скорее состояние, в котором вы испытываете реальность отсутствия цепляния.
В «Алагаддупама сутте» Будда описывает, как некоторые люди боялись его учения, потому что верили, что их «я» будет уничтожено, если они последуют ему. Он описывает это как беспокойство, вызванное ложной верой в неизменное, вечное «я». Все вещи подвержены изменениям, и принятие любых непостоянных явлений за «я» вызывает страдание. Тем не менее, его критики называли его нигилистом, который учит разрушению и уничтожению существующего бытия. Ответ Будды состоял в том, что он учит только прекращению страдания. Когда индивид отказывается от жажды и тщеславия «Я есть», его ум освобождается, он больше не приходит ни в какое состояние «бытия» и больше не рождается заново.
В сутте «Агги-Ваччаготта» записан разговор между Буддой и человеком по имени Вачча, в котором это уточняется. В сутте Вачча просит Будду подтвердить одно из следующих утверждений относительно существования Будды после смерти:
- После смерти Будда вновь появляется где-то ещё
- После смерти Будда не появляется
- После смерти Будда одновременно появляется, так и не появляется вновь
- После смерти Будда ни появляется, ни не появляется вновь

На все четыре вопроса Будда отвечает, что утверждения «появляется где-то ещё», «не появляется», «одновременно появляется и не появляется» и «ни появляется, ни не появляется» неприменимы. Когда Вачча выражает недоумение, Будда задает Вачче встречный вопрос следующего содержания: «если бы огонь погас и кто-то спросил вас, пошёл ли огонь на север, юг, восток или запад, как бы вы ответили?». Вачча отвечает, что этот вопрос неприменим и что потушенный пожар может быть классифицирован только как «потушенный».
Тханиссаро Бхикку подробно останавливается на проблеме классификации вокруг слов «вновь появиться» и т. д. по отношению к Будде и Нирване, заявив, что «человек, достигший цели (то есть нирваны), таким образом, неописуем, потому что он отказался от всего, с помощью чего его можно было бы описать». Сами сутты описывают освобождённый ум как «неотслеживаемый» или как «сознание без признаков», не делая различия между умом освобождённого существа, которое живо, и умом того, кого больше нет в живых.
Несмотря на объяснения Будды об обратном, практикующие буддизм могут иногда по-прежнему относиться к буддизму нигилистически. Аджан Амаро иллюстрирует это, пересказывая историю буддийского монаха Аджана Сумедхо, который в ранние годы придерживался нигилистического подхода к Нирване. Отличительной чертой Нирваны в буддизме является то, что человек, достигший её, больше не подлежит перерождению. Аджан Сумедхо во время беседы со своим учителем Аджаном Ча комментирует, что он «полон решимости прежде всего полностью реализовать Нирвану в этой жизни… глубоко устал от человеческого состояния и… полон решимости не рождаться вновь». На это Аджан Ча отвечает: «А как насчет остальных из нас, Сумедхо? Разве ты не заботишься о тех, кто останется позади?» Аджан Амаро комментирует, что Аджан Ча мог обнаружить, что у его ученика было нигилистическое отвращение к жизни, а не истинная отстранённость.

### Ф. Г. Якоби
Термин нигилизм был впервые введён Фридрихом Генрихом Якоби (1743—1819 гг.), который использовал этот термин для характеристики рационализма и, в частности, детерминизма Спинозы и просвещения, чтобы осуществить логический приём reductio ad absurdum, согласно которому весь рационализм (философия как критика) сводится к нигилизму — и таким образом, этого следует избегать и заменить возвращением к какому-то типу веры и откровения. Брет У. Дэвис пишет: 

Первое философское развитие идеи нигилизма обычно приписывают Фридриху Якоби, который в известном письме раскритиковал идеализм Фихте как «впадающий в нигилизм». Согласно Якоби, абсолютизация Фихте эго («абсолютного Я», которое утверждает «не-Я») — это раздувание субъективности, отрицающее абсолютную трансцендентность Бога.
 Родственной, но оппозиционной концепцией является фидеизм, который рассматривает разум как враждебный и подчинённый вере.

### С. О. Кьеркегор
Сёрен Кьеркегор (1813—1855 гг.) выдвинул раннюю форму нигилизма, которую он назвал уравнением. Он рассматривал нивелирование как процесс подавления индивидуальности до такой степени, когда уникальность индивида становится несуществующей и ничто значимое в его существовании не может быть подтверждено: 

Уравнивание на максимуме похоже на тишину смерти, где можно услышать собственное сердцебиение, тишину, подобную смерти, в которую ничто не может проникнуть, в которой всё тонет, бессильное. Один человек может возглавить восстание, но один человек не может возглавить этот процесс уравнивания, потому что это сделало бы его лидером, и он избежал бы уравнивания. Каждый индивид в своём маленьком кругу может участвовать в этом уравнивании, но это абстрактный процесс, а уравнивание — это абстракция, побеждающая индивидуальность.— "Нынешняя эпоха", пер. А. Дру, с предисловием В. Кауфмана, 1962 г., стр. 51-53
 Кьеркегор, сторонник философии жизни, обычно выступал против уравнивания и его нигилистических последствий, хотя он считал, что было бы «по-настоящему поучительно жить в эпоху уравнивания потому что люди будут вынуждены столкнуться с суждением уравнивания в одиночку». Джордж Коткин утверждает, что Кьеркегор был против «стандартизации и уравнивания убеждений, как духовных, так и политических, в XIX веке», и что Кьеркегор «выступал против тенденций массовой культуры сводить личность к шифру соответствия и уважения к доминирующему мнению». В своё время, таблоиды (такие как датский журнал «Corsaren») и отступническое христианство были инструментами уравнивания и способствовали «рефлексивному апатичному веку» Европы XIX века. Кьеркегор утверждает, что люди, которые могут преодолеть процесс уравнивания, становятся сильнее для него, и что это представляет собой шаг в правильном направлении к «становлению истинным я». Поскольку мы должны преодолеть уравнивание, Хьюберт Дрейфус и Джейн Рубин утверждают, что интерес Кьеркегора «во всё более нигилистический век, заключается в том, как мы можем восстановить ощущение того, что наша жизнь имеет смысл».

### Русский нигилизм
С периода 1860—1917 годов русский нигилизм был одновременно зарождающейся формой нигилистической философии и широким культурным движением, которое пересекалось с определёнными революционными тенденциями эпохи, за что его часто ошибочно характеризовали как форму политического терроризма. Русский нигилизм сосредоточился на разрушении существующих ценностей и идеалов, включая теории жёсткого детерминизма, атеизма, материализма, позитивизма и разумного эгоизма, отвергая при этом метафизику, сентиментализм и эстетизм. Ведущими философами этой школы мысли были Николай Чернышевский и Дмитрий Писарев.
Интеллектуальные истоки русского нигилистического движения можно проследить до 1855 года, а возможно, и раньше, где оно было в основном философией крайнего морального и эпистемологического скептицизма. Однако только в 1862 году название «нигилизм» было впервые популяризировано, когда Иван Тургенев использовал этот термин в своём знаменитом романе «Отцы и дети», чтобы описать разочарование молодого поколения в отношении как прогрессистов, так и традиционалистов, которые были до них, а также его проявление во мнении, что отрицание и разрушение ценностей были наиболее необходимы в нынешних условиях. Движение очень скоро приняло это название, несмотря на первоначальный резкий приём романа как среди консерваторов, так и среди молодого поколения.
Хотя русский нигилизм с философской точки зрения и нигилистичен, и скептичен, он не отрицал в одностороннем порядке этику и знание, как можно предположить, и не однозначно поддерживал бессмысленность. Тем не менее, современная наука бросила вызов приравниванию русского нигилизма к простому скептицизму, вместо этого идентифицируя его как фундаментально прометеевское движение. Будучи страстными сторонниками отрицания, нигилисты стремились освободить прометееву мощь русского народа, которую они видели воплощенной в классе прототипических индивидуумов, или новых типов, по их собственным словам. Эти люди, согласно Писареву, освобождаясь от всякой власти, они освобождаются также и от морального авторитета и выделяются над толпой или обычными массами.
Более поздние интерпретации нигилизма находились под сильным влиянием произведений антинигилистической литературы, таких как произведения Фёдора Достоевского, которые возникли в ответ на русский нигилизм. «В отличие от развращённых нигилистов реального мира, которые пытались заглушить свою нигилистическую чувствительность и забыть себя через потакание своим желаниям, персонажи Достоевского добровольно прыгают в нигилизм и пытаются быть самими собой в его границах», — пишет современный учёный Кэидзи Ниситани. «Нигилизм, выраженный в „если Бога нет, всё позволено“ или „après moi, le déluge“, обеспечивает принцип, искренность которого они пытаются воплотить в жизнь до конца. Они ищут и экспериментируют со способами самооправдания после того, как Бог исчез».

### Ф. Ницше
Нигилизм часто ассоциируют с немецким философом Фридрихом Ницше, который дал подробный диагноз нигилизму как широко распространённому явлению западной культуры. Хотя это понятие часто встречается в работах Ницше, он использует этот термин различными способами, с различными значениями и коннотациями.
Карен Л. Карр описывает характеристику нигилизма Ницше как «состояние напряжённости, как диспропорцию между тем, что мы хотим ценить (или нуждаться), и тем, как, по-видимому, функционирует мир»:25. Когда мы обнаруживаем, что мир не обладает той объективной ценностью или значением, которые мы хотим, чтобы он имел, или в которые мы давно верили, мы оказываемся в кризисе. Ницше утверждает, что с упадком христианства и ростом физиологического упадка нигилизм на самом деле является характерной чертой современной эпохи, хотя он подразумевает, что подъём нигилизма всё ещё не завершён и что его ещё предстоит преодолеть. Хотя проблема нигилизма становится особенно явной в записных книжках Ницше (опубликованных посмертно), она неоднократно упоминается в его опубликованных работах и тесно связана со многими из упомянутых там проблем.
Ницше характеризовал нигилизм как лишение мира и особенно человеческого существования смысла, цели, понятной истины или существенной ценности. Это наблюдение частично проистекает из перспективизма Ницше или его представления о том, что «знание» всегда кого-то чего-то: оно всегда связано перспективой и никогда не является простым фактом. Скорее, существуют интерпретации, с помощью которых мы понимаем мир и придаем ему смысл. Интерпретация — это то, без чего мы не можем обойтись; на самом деле, это условие субъективности. Одним из способов интерпретации мира является мораль, как один из фундаментальных способов, с помощью которых люди осмысливают мир, особенно в отношении своих собственных мыслей и действий. Ницше отличает сильную или здоровую мораль, означающую, что человек, о котором идёт речь, осознаёт, что он сам её создает, от слабой морали, где интерпретация проецируется на что-то внешнее.
Ницше подробно обсуждает христианство, одну из главных тем в своей работе, в контексте проблемы нигилизма в своих записных книжках, в главе, озаглавленной «Европейский нигилизм». В ней он утверждает, что христианская моральная доктрина наделяет людей внутренней ценностью, верой в Бога (которая оправдывает зло в мире) и основой для объективного знания. В этом смысле, создавая мир, в котором возможно объективное знание, христианство является противоядием от первичной формы нигилизма, от отчаяния бессмысленности. Однако именно элемент правдивости в христианской доктрине является её гибелью: в своём стремлении к истине христианство в конечном итоге оказывается конструктом, что приводит к его собственному распаду. Именно поэтому Ницше утверждает, что мы переросли христианство «не потому, что жили слишком далеко от него, а скорее потому, что жили слишком близко». Таким образом, саморазрушение христианства представляет собой ещё одну форму нигилизма. Поскольку христианство было интерпретацией, которая позиционировала себя как интерпретацию, Ницше утверждает, что это растворение ведёт за пределы скептицизма к недоверию ко всякому смыслу:41–2.
Стенли Розен отождествляет концепцию нигилизма Ницше с ситуацией бессмысленности, в которой «всё позволено». По его словам, потеря высших метафизических ценностей, которые существуют в отличие от базовой реальности мира, или просто человеческих идей, порождает идею о том, что все человеческие идеи поэтому не имеют ценности. Отказ от идеализма, таким образом, приводит к нигилизму, потому что только столь же трансцендентные идеалы соответствуют прежним стандартам, которых нигилист всё ещё неявно придерживается. Неспособность христианства служить источником оценки мира отражена в знаменитом афоризме Ницше о сумасшедшем в «Весёлой науке». Смерть Бога, в частности утверждение о том, что «мы убили его», похожа на саморазрушение христианской доктрины: из-за достижений наук, которые для Ницше показывают, что человек является продуктом эволюции, что Земля не занимает особого места среди звёзд и что история не прогрессирует, христианское представление о Боге больше не может служить основой для морали.
Одной из таких реакций на потерю смысла является то, что Ницше называет пассивным нигилизмом, который он распознаёт в пессимистической философии Шопенгауэра. Доктрина Шопенгауэра, которую Ницше также называет западным буддизмом, выступает за отделение себя от воли и желаний, чтобы уменьшить страдания. Ницше характеризует это отношение как «волю к небытию», при которой жизнь отворачивается от самой себя, поскольку в мире нет ничего ценного. Это уничтожение всех ценностей в мире характерно для нигилиста, хотя в этом нигилист кажется непоследовательным: эта «воля к небытию» всё ещё является формой оценки или желания. Он описывает это как «непоследовательность со стороны нигилистов»: 

Нигилист — это человек, который судит о мире таким, какой он есть, что его не должно быть, и о мире таким, каким он должен быть, что его не существует. Согласно этой точке зрения, наше существование (действие, страдание, желание, чувство) не имеет смысла: пафос «напрасно» — это пафос нигилистов — в то же время, как пафос, непоследовательность со стороны нигилистов.— Фридрих Ницше, взято из "Воли к власти", раздел 585, пер. В. Кауфманом
 Отношение Ницше к проблеме нигилизма является сложным. Он подходит к проблеме нигилизма как к глубоко личной, заявляя, что это затруднительное положение современного мира — проблема, которая «стала осознанной» в нём. Согласно Ницше, только когда нигилизм преодолён, культура может иметь истинную основу для процветания. Он хотел ускорить его приход только для того, чтобы также ускорить его окончательный уход.
Он утверждает, что существует, по крайней мере, возможность появления другого типа нигилистов на волне саморазрушения христианства, такого, который не останавливается после разрушения всех ценностей и смысла и поддается последующему небытию. Этот альтернативный, «активный» нигилизм, с другой стороны, разрушает, чтобы выровнять поле для построения чего-то нового. Эта форма нигилизма характеризуется Ницше как «признак силы», преднамеренное разрушение старых ценностей, чтобы стереть всё с чистого листа и отказаться от собственных убеждений и интерпретаций, в отличие от пассивного нигилизма, который смиряется с разложением старых ценностей. Это преднамеренное разрушение ценностей и преодоление состояния нигилизма путём конструирования нового смысла, этот активный нигилизм, может быть связан с тем, что Ницше в другом месте называет свободным духом:43–50 или сверхчеловеком из «Так говорил Заратустра» и «Антихрист», моделью сильной личности, которая утверждает свои собственные ценности и живёт своей жизнью так, как если бы это было его собственное произведение искусства. Однако может возникнуть вопрос, действительно ли «активный нигилизм» является правильным термином для этой позиции, и некоторые задаются вопросом, достаточно ли серьёзно Ницше относится к проблемам, которые ставит нигилизм.

#### Интерпретация Ницше М. Хайдеггером
Интерпретация Ницше Мартином Хайдеггером оказала влияние на многих постмодернистских мыслителей, которые исследовали проблему нигилизма, выдвинутую Ницше. Лишь недавно влияние Хайдеггера на исследования ницшеанского нигилизма ослабло. Ещё в 1930-х годах Хайдеггер читал лекции на тему мысли Ницше. Учитывая важность вклада Ницше в тему нигилизма, влиятельная интерпретация Ницше Хайдеггером важна для исторического развития термина нигилизм.
Метод Хайдеггера по исследованию и обучению Ницше явно принадлежит ему самому. Он специально не пытается представить Ницше как Ницше. Он скорее пытается включить мысли Ницше в свою собственную философскую систему Бытия, времени и Dasein. В своей книге «Нигилизм, определяемый историей бытия» (1944—1946 гг.) Хайдеггер пытается понять нигилизм Ницше как попытку добиться победы путём обесценивания до тех пор высших ценностей. Принципом этой девальвации является, согласно Хайдеггеру, воля к власти. Воля к власти также является принципом любой более ранней оценки ценностей. Как происходит эта девальвация и почему это нигилистично? Одна из главных критических замечаний Хайдеггера в адрес философии заключается в том, что философия, а точнее метафизика, забыла провести различие между исследованием понятия бытия (как данность) и Бытия (в широком значении). Согласно Хайдеггеру, историю западной мысли можно рассматривать как историю метафизики. Более того, поскольку метафизика забыла спросить о понятии Бытия (то, что Хайдеггер называет Seinsvergessenheit), это история о разрушении Бытия. Вот почему Хайдеггер называет метафизику нигилистической. Это делает метафизику Ницше не победой над нигилизмом, а его совершенством.
Хайдеггер в своей интерпретации Ницше вдохновлялся Эрнстом Юнгером. Много ссылок на Юнгера можно найти в лекциях Хайдеггера о Ницше. Например, в письме ректору Фрайбургского университета от 4 ноября 1945 года Хайдеггер, вдохновлённый Юнгером, пытается объяснить понятие «Бог мёртв» как «реальность Воли к власти». Хайдеггер также хвалит Юнгера за то, что он защищал Ницше от слишком биологического или антропологического прочтения в нацистскую эпоху.
Интерпретация Ницше Хайдеггером оказала влияние на ряд важных мыслителей-постмодернистов. Джанни Ваттимо указывает на обратное движение в европейской мысли между Ницше и Хайдеггером. В 1960-е годы начался ницшеанский «ренессанс», кульминацией которого стали работы Мадзино Монтинари и Джорджо Колли. Они начали работу над новым и полным изданием собрания сочинений Ницше, сделав Ницше более доступным для научных исследований. Ваттимо объясняет, что с этим новым изданием Колли и Монтинари начало формироваться критическое восприятие интерпретации Ницше Хайдеггером. Как и другие современные французские и итальянские философы, Ваттимо не хочет или только частично хочет полагаться на Хайдеггера в понимании Ницше. С другой стороны, Ваттимо считает намерения Хайдеггера достаточно достоверными, чтобы продолжать их преследовать. Философы, которых Ваттимо приводит в пример как часть этого движения взад и вперёд, — это французские философы Делёз, Фуко и Деррида. Итальянскими философами того же направления являются Каччари, Северино и он сам. Юрген Хабермас, Жан-Франсуа Лиотар и Ричард Рорти также являются философами, на которых повлияла интерпретация Ницше Хайдеггером.

#### Интерпретация Ницше Делёзом
Интерпретация Жилем Делёзом концепции нигилизма Ницше отличается — в некотором смысле диаметрально противоположна — от обычного определения (как изложено в остальной части этой статьи). Нигилизм — одна из главных тем ранней книги Делёза «Ницше и философия» (1962 г.). В ней Делёз неоднократно интерпретирует нигилизм Ницше как «предприятие отрицания жизни и обесценивания существования». Таким образом, нигилизм, определяемый таким образом, — это не отрицание высших ценностей или отрицание смысла, а скорее обесценивание жизни во имя таких высших ценностей или смысла. Поэтому Делёз (как он утверждает, вместе с Ницше) говорит, что христианство и платонизм, а вместе с ними и вся метафизика, по своей сути нигилистичны.

### Постмодернизм
Постмодернистская и постструктуралистская мысль поставила под сомнение сами основания, на которых западные культуры основывали свои «истины»: абсолютное знание и смысл, «децентрализация» авторства, накопление позитивных знаний, исторический прогресс, а также определённые идеалы и практики гуманизма и Просвещения.

#### Ж. Деррида
Жак Деррида, чью деконструкцию, пожалуй, чаще всего называют нигилистической, сам не делал нигилистического шага, как утверждали другие. Дерридианские деконструкционисты утверждают, что такой подход скорее освобождает тексты, отдельных лиц или организации от ограничивающей истины, и что деконструкция открывает возможность других способов существования. Гаятри Чакраворти Спивак, например, использует деконструкцию, чтобы создать этику открытия западной науки голосу подчинённых и философиям, выходящим за рамки канона западных текстов. Сам Деррида построил философию, основанную на «ответственности перед другим». Таким образом, деконструкцию можно рассматривать не как отрицание истины, а как отрицание нашей способности познавать истину. Иными словами, это эпистемологическое утверждение по сравнению с онтологическим утверждением нигилизма.

#### Ж.-Ф. Лиотар
Жан-Франсуа Лиотар утверждает, что вместо того, чтобы полагаться на объективную истину или метод доказательства своих утверждений, философы узаконивают свои истины, ссылаясь на историю о мире, которая не может быть отделена от эпохи и системы, к которой принадлежат истории, которые Лиотар называет мета-нарративами. Затем он продолжает определять состояние постмодерна как характеризующееся отказом как от этих мета-нарративов, так и от процесса легитимации с помощью мета-нарративов. Эта концепция нестабильности истины и смысла ведет в направлении нигилизма, хотя Лиотар не останавливается перед принятием последнего. 

Вместо мета-нарративов мы создали новые языковые игры, чтобы узаконить наши утверждения, которые основаны на меняющихся отношениях и изменчивых истинах, ни одна из которых не имеет привилегии перед другой говорить об окончательной истине.

#### Ж. Бодрийяр
Теоретик постмодерна Жан Бодрийяр кратко написал о нигилизме с точки зрения постмодерна в книге «Симулякры и симуляция». Он придерживался в основном тем интерпретаций реального мира по сравнению с симуляциями, из которых состоит реальный мир. Использование значения было важной темой в обсуждении нигилизма Бодрийяром: 

Апокалипсис завершён, сегодня это прецессия нейтрального, форм нейтрального и безразличия… всё, что остаётся, — это очарование пустынными и безразличными формами, самим действием системы, которая уничтожает нас. Итак, очарование (в отличие от соблазна, который был привязан к видимости, и к диалектическому разуму, который был привязан к значению) — это нигилистическая страсть по преимуществу, это страсть, присущая способу исчезновения. Мы очарованы всеми формами исчезновения, нашего исчезновения. Меланхоличный и очарованный, такова наша общая ситуация в эпоху непроизвольной прозрачности.— Жан Бодрийяр, Симулякры и симуляция, "О нигилизме", пер. 1995

## Позиции нигилизма
Начиная с XX века нигилизм охватил целый ряд позиций в различных областях философии. Каждый из них, как говорится в Британской энциклопедии, «отрицал существование подлинных моральных истин или ценностей, отвергал возможность знания или общения и утверждал абсолютную бессмысленность или бесцельность жизни или вселенной».
- Космический нигилизм — это позиция, согласно которой реальность или космос либо полностью, либо в значительной степени непонятны и что они не обеспечивают основы для человеческих целей и принципов[3]. В частности, он может рассматривать космос как явно враждебный или безразличный к человечеству[99]. Это часто связано как с эпистемологическим, так и с экзистенциальным нигилизмом, а также с космизмом.
- Эпистемологический нигилизм — это форма философского скептицизма, согласно которой знания не существует, или, если оно существует, оно недостижимо для людей. Это не следует путать с эпистемологическим фаллибилизмом, согласно которому все знания являются неопределёнными.
- Экзистенциальный нигилизм — это позиция, согласно которой жизнь не имеет внутреннего смысла или ценности[3]. Что касается вселенной, экзистенциальный нигилизм утверждает, что отдельный человек или даже весь человеческий вид незначительны, бесцельны и вряд ли изменятся во всей совокупности существования. Бессмысленность жизни в значительной степени исследуется в философской школе экзистенциализма, где каждый может создать свой собственный субъективный смысл или цель. В популярном употреблении термин «нигилизм» в настоящее время чаще всего относится к формам экзистенциального нигилизма.
- Метафизический нигилизм — это позиция, согласно которой конкретные объекты и физические конструкции могут не существовать в возможном мире, или что, даже если существуют возможные миры, содержащие некоторые конкретные объекты, существует по крайней мере один, содержащий только абстрактные объекты.
  - Крайний метафизический нигилизм, также иногда называемый онтологическим нигилизмом, — это позиция, согласно которой на самом деле вообще ничего не существует[100][101]. «Медицинский словарь Американского наследия» определяет одну из форм нигилизма как «крайнюю форму скептицизма, отрицающую всякое существование»[102]. Подобный скептицизм в отношении конкретного мира можно найти в солипсизме. Однако, несмотря на то, что обе точки зрения отрицают достоверность истинного существования объектов, нигилист отрицал бы существование «я», в то время как солипсист утверждал бы это[103]. Обе эти позиции считаются формами антиреализма.
  - Мереологический нигилизм, также называемый композиционным нигилизмом, — это метафизическая позиция, согласно которой объекты с надлежащими частями не существуют. Эта позиция применима к объектам в пространстве, а также к объектам, существующим во времени, которые, как предполагается, не имеют временных частей. Скорее всего, существуют только основные строительные блоки без частей, и, таким образом, мир, который мы видим и переживаем, полный объектов с частями, является продуктом человеческого неправильного восприятия (то есть, если бы мы могли видеть ясно, мы бы не воспринимали составные объекты). Эта интерпретация существования должна основываться на разрешении: разрешение, с которым люди видят и воспринимают «неподходящие части» мира, не является объективным фактом реальности, а скорее неявной чертой, которая может быть только качественно исследована и выражена. Следовательно, нет никакого спорного способа предположить или измерить обоснованность мереологического нигилизма. Например, муравей может заблудиться на большом цилиндрическом объекте, потому что окружность объекта настолько велика по отношению к муравью, что муравью фактически кажется, что объект не имеет кривизны. Таким образом, решимость, с которой муравей рассматривает мир, в котором он существует «внутри», является важным определяющим фактором в том, как муравей испытывает это чувство «внутри мира».
- Моральный нигилизм, также называемый этическим нигилизмом, — это метаэтическая позиция, согласно которой никакой морали или этики вообще не существует; следовательно, ни одно действие никогда не является морально предпочтительнее любого другого. Моральный нигилизм отличается как от морального релятивизма, так и от экспрессивизма тем, что он не признает социально сконструированные ценности в качестве личной или культурной морали. Это также может отличаться от других моральных позиций в рамках нигилизма тем, что вместо того, чтобы утверждать, что морали нет, считают, что если она и существует, то это человеческая конструкция и, следовательно, искусственная, в которой любой смысл относителен для различных возможных результатов. Альтернативная научная точка зрения состоит в том, что моральный нигилизм — это мораль сама по себе. Писатель Нил Купер пишет: «В самом широком смысле слова „мораль“, моральный нигилизм — это мораль»[104].
- Пассивный и активный нигилизм, первый из которых также приравнивается к философскому пессимизму, относятся к двум подходам к нигилистической мысли; пассивный нигилизм рассматривает нигилизм как самоцель, в то время как активный нигилизм пытается превзойти его. Для Ницше пассивный нигилизм ещё больше инкапсулирует «волю ни к чему» и современное состояние смирения или неосознанности по отношению к разрушению высших ценностей, вызванному XIX веком[32][105].
- Политический нигилизм — это позиция, не преследующая никаких политических целей, кроме полного разрушения всех существующих политических институтов — вместе с принципами, ценностями и социальными институтами, которые их поддерживают[106]. Хотя его часто связывают с анархизмом, он может отличаться тем, что не представляет никакого метода социальной организации после того, как произошло отрицание существующей политической структуры. Анализ политического нигилизма далее представлен Лео Штраусом[107].
- Терапевтический нигилизм, также называемый медицинским нигилизмом, — это позиция, согласно которой эффективность медицинского вмешательства сомнительна или необоснованна[108]. Имея дело с философией науки, поскольку она связана с контекстуализированным разграничением медицинских исследований, Джейкоб Стегенга применяет теорему Байеса к медицинским исследованиям и утверждает предпосылку, что «даже когда нам представляются доказательства гипотезы относительно эффективности медицинского вмешательства, мы должны иметь низкую уверенность в этой гипотезе»[109][110].

## Нигилизм в культуре и искусстве

### Дадаизм
Термин Дадаизм впервые был использован Ричардом Уэльсенбеком и Тристаном Тцарой в 1916 году. Движение, просуществовавшее примерно с 1916 по 1923 год, возникло во время Первой мировой войны, события, оказавшего влияние на художников. Движение дадаизма началось в старом городе Цюрих, Швейцария, известном как «Нидердорф» или «Нидердерфли» — в кафе Вольтер. Дадаисты утверждали, что дадаизм — это не художественное движение, а движение против искусства, иногда используя найденные предметы в манере, подобной найденной поэзии.
Эта тенденция к девальвации искусства привела к утверждению, что дадаизм было по сути нигилистическим движением. Учитывая, что дадаизм создал свои собственные средства интерпретации своих произведений, его трудно классифицировать наряду с большинством других выражений современного искусства. Из-за воспринимаемой двусмысленности он был классифицирован как нигилистический modus vivendi (с лат. «образ жизни»).

### Медиа
Часто саморазрушительные и аморальные тенденции нигилистического мировоззрения можно увидеть во многих современных средствах массовой информации, включая фильмы и телешоу.
Патрик Бэйтман в романе Брета Истона Эллиса «Американский психопат» 1991 года и экранизации 2000 года демонстрирует как моральный, так и экзистенциальный нигилизм. На протяжении всего фильма Бэйтман не гнушается убийствами или пытками для достижения своих целей. Когда он осознаёт зло в своих поступках, он пытается признаться и понести наказание за свои преступные деяния.
Фил Коннорс в комедийном фильме 1993 года «День сурка» развивает экзистенциальные нигилистические тенденции ближе к середине фильма. Проживая один и тот же день невысказанное бесчисленное количество раз, он впадает в депрессию и пытается свести счёты с жизнью самыми разными способами. Он также прибегнет к похищению Панксатони Фила, сурка, которому он приписывает свои зацикленные дни, и съезжает со скалы, убивая их обоих.
Винсент, главный антагонист фильма 2004 года «Соучастник», считает, что жизнь не имеет смысла, потому что человеческая природа изначально порочна, и что в глубине души люди заботятся только о себе.
В фильме 2022 года «Всё везде и сразу» главный антагонист Джобу Тупаки приходит к экзистенциально-нигилистическому выводу о том, что бесконечный хаос мультивселенной означает, что нет причин продолжать существовать. Она проявляет свой нигилизм, создавая похожий на чёрную дыру «бублик для всего», в котором она уничтожит себя и остальную часть мультивселенной. Её мать Эвелин ненадолго убеждается в её логике, но затем опровергает её в пользу более позитивного мировоззрения, основанного на ценности человеческих отношений и выбора
.

## Нигилизм в исследованиях психологов
Эрих Фромм предложил подходить к нигилизму как к одному из механизмов психологической защиты. Он считал, что центральная проблема человека — это наличие внутреннего противоречия между бытием человека, «вброшенного в мир помимо его воли» и тем, что он выходит за пределы природы благодаря способности сознавать себя, других, прошлое, настоящее и будущее. Фромм утверждает, что развитие человека, его личности происходит в рамках формирования двух основных тенденций: стремления к свободе и стремления к отчуждению. Развитие человека идёт по пути увеличения «свободы», но не каждый человек может адекватно воспользоваться ей, вызывая ряд негативных психических переживаний и состояний, что приводит к отчуждению личности от общества. В результате человек теряет свою самость (или «Я»). Возникает защитный механизм «бегства от свободы», для которого характерны: мазохистские и садистские тенденции, деструктивизм, стремление человека разрушить мир, чтобы тот не разрушил его самого. Это проявление нигилизма и автоматического конформизма.
Понятие «нигилизм» также анализировал В. Райх. Он писал о том, что телесные характеристики (сдержанность и напряжённость) и такие особенности, как постоянная улыбка, пренебрежительное, ироничное и вызывающее поведение, — это остатки очень сильных защитных механизмов прошлого, которые отделились от своих исходных ситуаций и превратились в постоянные черты характера. Они проявляются как «невроз характера», что является одной из причин запуска защитного механизма — нигилизма. «Невроз характера» — это тип невроза, при котором защитный конфликт выражается через отдельные черты характера, манеры поведения, то есть в патологическую организацию личности в целом.